# Зубченко, Галина Александровна
Галина Александровна Зубченко (укр. Галина Олександрівна Зубченко; 19 июля 1929, Киев — 4 августа 2000, Киев) — советская и украинская художница, общественный деятель, одна из основателей художественной секции Клуба творческой молодёжи «Современник» в Киеве.

## Биография
Родилась в Киеве в 1929 году в семье учёных. Отец, Александр Авксентьевич Зубченко, кандидат сельскохозяйственных наук. Мать, Анна Андреевна Скрипчинская, научный сотрудник Академии наук Украинской ССР.

### Начало пути.
Первым учителем рисования для Галины был художник-бойчукист Охрим Кравченко. Продолжила своё обучение Галина в художественной студии при Дворце детского творчества у Елизаветы Пискорской, — ученицы Федора Кричевского и Михаила Бойчука.
В 1944—1949 годах Галина училась в Республиканской художественной школе имени Т. Г. Шевченко, изучала рисунок и живопись ещё у одного ученика Федора Кричевского — Владимира Бондаренко. Далее была учёба в Киевском государственном художественном институте.
Летом 1956 Зубченко впервые приезжает в Карпаты (на Лемковщину) на студенческую практику.
 « Карпаты мой внутренне, в мечтах мир. С детства я жила словно в двух измерениях: в древнем, во времена Киевской Руси, и в настоящем. Меня притягивало то древнее прошлое, и в Киеве я его, к сожалению, не находила. А здесь, в этих горах, я почувствовала дух древнего Киева: в быту, одежде, даже в самых словах во всем проявлялась наша история »….
На основе этюда и эскизов, сделанных во время праздничных вечеринок в лемковском доме, Галина создает картину «Аркан».

### Начало Карпатского цикла
В 1957 году Галина снова едет в Карпаты в село Река вблизи Косово. 

Картины Галини Зубченко

Живет в гуцульской семье. Зубченко пишет портреты горцев, пейзажи. Среди новых работ — «Портрет девушки из села Река», пейзаж «Вербы», «Не было бы музыкантов не было бы праздника», «Там, где живут горные медведи».

Следующим летом Галина Зубченко едет на преддипломную практику. В Брусторах Галина пишет портреты хозяев дома, в котором жила: трёх братьев-музыкантов, хозяйки Маши, её детей. Далее она умножает своё творчество новыми карпатскими типажами «Девушки из Брусторив» (хранится в частной коллекции в Филадельфии, США), «Девушка среди цветов», «Семен Палий» и «Малая княгиня» (хранятся в частной коллекции в Австралии), видами («Серебристый вечер», «Соседская хата» и др.). На храмовых праздниках она находит характерные образы горцев («Бойко», «Лесоруб с файкой» и др.).

### Диплом
Темой дипломной работы Галина Зубченко выбрала гуцульскую свадьбу. «Гуцульская свадьба» — большая монументальная картина, одна из центральных в творчестве художницы, в которую она вложила свои духовные накопления за три года путешествий в Карпатах.

Картина не дошла до зрителя в авторском первоначальном замысле. В первоначальном замысле её посчитали «идеологически неправильной». Тон критике задал сам директор художественного института Пащенко, который прилагал все усилия, чтобы защита «Гуцульской свадьбы» сорвалась. Для того, чтобы этого не случилось, работу пришлось неоднократно переписывать с учётом «правильного идеологического освещения» события.

### Продолжение карпатского цикла
На протяжении нескольких лет (1959—1964) Галина снова приезжает в Карпаты и продолжает свою галерею гуцульских образов. Художницу привлекает значимость и выразительность этнографических типов. К работам того времени относятся: «Мойсючка» — женщина в вывязанном платке, «Параска-княгиня» — девушка в звёздах и свитке, «Баба-гадалка» — словно высеченная из камня старая гуцулка в народном костюме, художественный образ «Хозяйка гор»… Мужские портреты: «Хозяин», «Гуцул Николай», «Легинь», детские — «Васюта», «Васюта с братом», «Чичка». Пейзажи — «Над Черемошем», «Гуляют тучи в Верховине», «Замечтавшийся вечер».

### 1960-е годы. Шестидесятники.
В 1961 году создается Клуб творческой молодёжи под руководством Леся Танюка. Галина вместе со своими друзьями художниками-единомышленниками Аллой Горской, Надеждой Светличной, Виктором Зарецким, Галиной Севрук, Людмилой Семыкиной вступает в Клуб. Эта группа создает в нём изобразительную секцию, возглавленную Вениамином Кушниром.
В 1964 году А. Горская в соавторстве с П. Заливахой, Л. Семыкиной, Г. Севрук и Г. Зубченко создали в вестибюле Красного корпуса Киевского государственного университета витраж «Шевченко. Мать». Созданная после этого комиссия квалифицировала его как идейно враждебный, поэтому витраж был уничтожен администрацией университета.
В 1965 году Галина Александровна, как работник Академии архитектуры, получила заказ украсить школу № 5 в Донецке. К работе над эскизами присоединилась Алла Горская. Объём работы был большой: фасадная центральная композиция занимала более 130 м², а восемь боковых — от 10 до 15 м² каждая. Работая над эскизами, авторы консультировались с Григорием Синицей, который затем присоединился к проекту и стал его руководителем. Над проектом в Донецке, кроме Григория Синицы и Галины Зубченко, работали Алла Горская, Виктор Зарецкий, Александр Каравай, Геннадий Марченко, Надежда Светличная, Василий Парахин. Участвовала в создании следующих монументально-декоративных панно: «Космос», «Стихия воды», «Огонь», «Земля», «Шахтёрский край» («Прометеи»), «Ветер и верба», «Солнце», «Недра», «Животный мир».

### Этап монументализма
С 1965 года Г. Зубченко — Член Союза художников Украинской ССР. Выйдя замуж в 1967 году за живописца Григория Пришедько, вместе с ним в течение 10 лет работала над монументальным оформлением сооружений в Мариуполе и в Киеве (в частности, институтов Академии наук Украинской ССР). После его смерти (1978 год) продолжала работать в монументальном искусстве.
За это время сделаны мозаичные панно «Цветущая Украина» (город Жданов (ныне — Мариуполь), 1967), «Движение» (Дворец спорта АН УССР в Святошино, Киев, 1969), «Победа» (Институт онкологии, Киев, 1971), «Кузнецы современности» (Институт ядерных исследований, Киев, 1974), «Мастера времени» (Институт кибернетики, Киев, 1975), «Триумф кибернетиков» (Институт кибернетики, Киев, 1977).
В 1981 году сделаны витражи «Весна, лето, осень» для Института урологии в Киеве, мозаичные панно для санатория «Дубрава» в Железноводске: «Легенда о Нарты», «Сказки и легенды Северного Кавказа», «Весёлое солнышко» и пространственно-рельефная композиция «Водограй».
Все сохранившиеся эскизы и картоны мозаик были в 2010 году были переданы в Музей шестидесятников в Киеве.

### 1980—1990-е годы
Только в 1985 году, после большого перерыва, художница снова возвращается к Карпатам. Были написаны картины «Последний луч». «Хутор Рогатынюкив», «Ярослава-княгиня», «Несу груши ещё сливки», портрет Явдохи Митчел. На протяжении 1990-х годов также были созданы многие полотна на христианскую тематику — «Сила Духа», «Почаевская Божья Матерь», пейзажи Киево-Печерской Лавры. Написаны центральноукраинские пейзажи, например, «Утро над Росью».
Отдельный цикл работ художницы — цикл Крымских акварелей, который был начат в 1990 году и завершен на протяжении 1997—1999-х годов. В 1999 году, по приглашению посольства Хорватии на Украине, была в Хорватии, Загреб, с персональной выставкой.

### Достижения
Во время жизни художницы было пять персональных выставок её станковой живописи. Авторские произведения вошли в сборники Коломыйского музея народного искусства Гуцульщины, Мариупольского картинной галереи имени Куинджи, Кировоградского художественного музея, Симферопольского художественного музея, Севастопольской картинной галереи, Музея Ивана Гончара, а также художественных галерей и частных коллекций США, Канады, Аргентины, Японии, Австралии, Тайваня, Германии, Хорватии.
Умерла в Киеве, в 4 августа 2000 года.

## Галерея

Работы Галины Зубченко
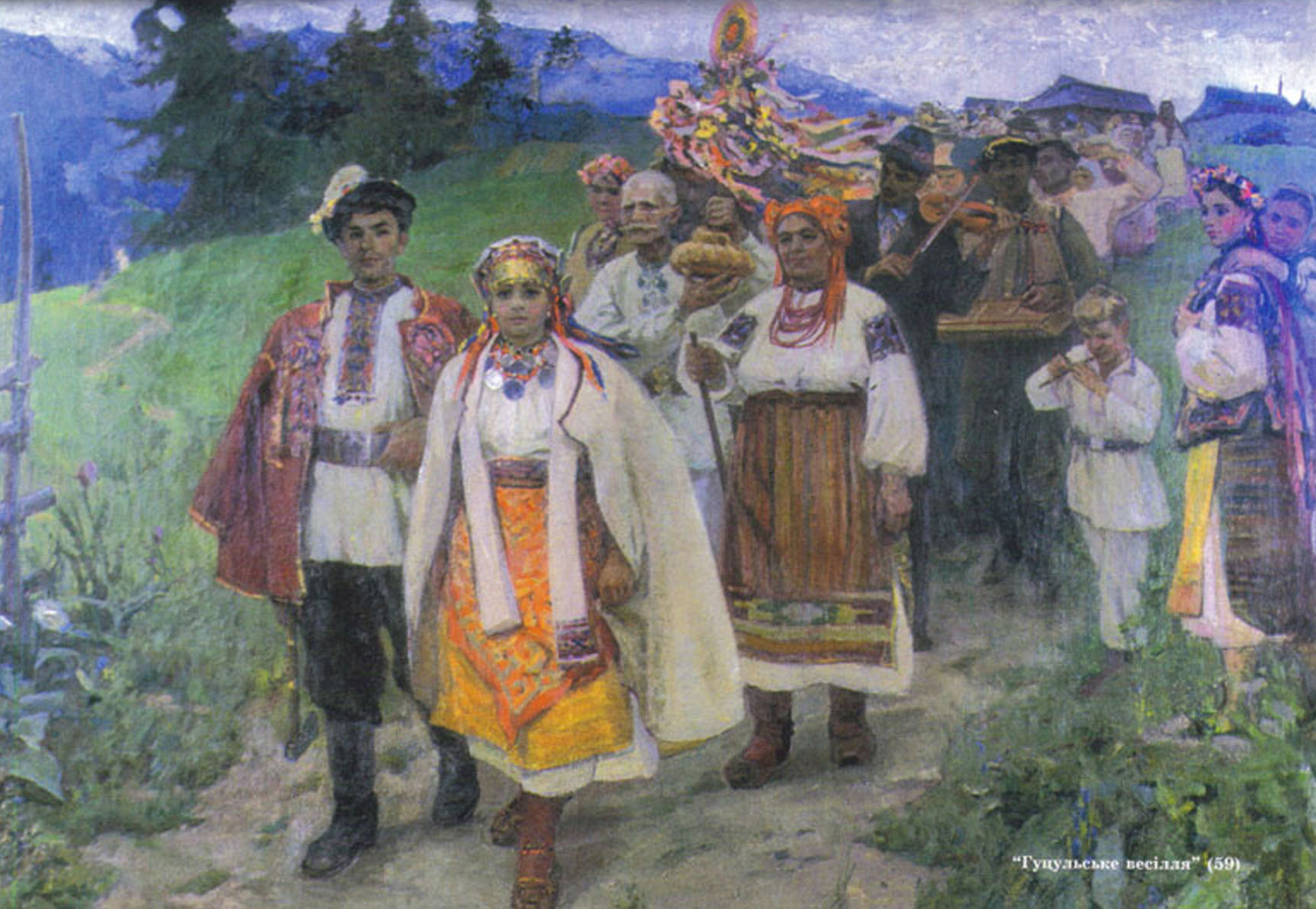
Гуцульская свадьба (1959, Музей Ивана Гончара, Киев)
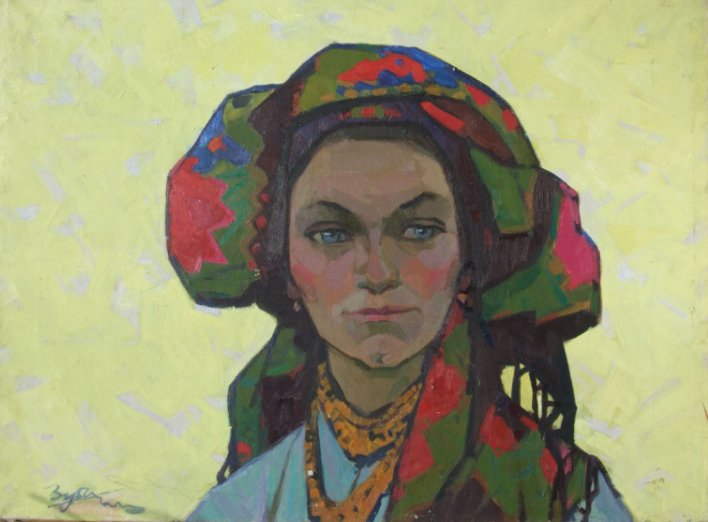
Хозяйка гор.(1962)
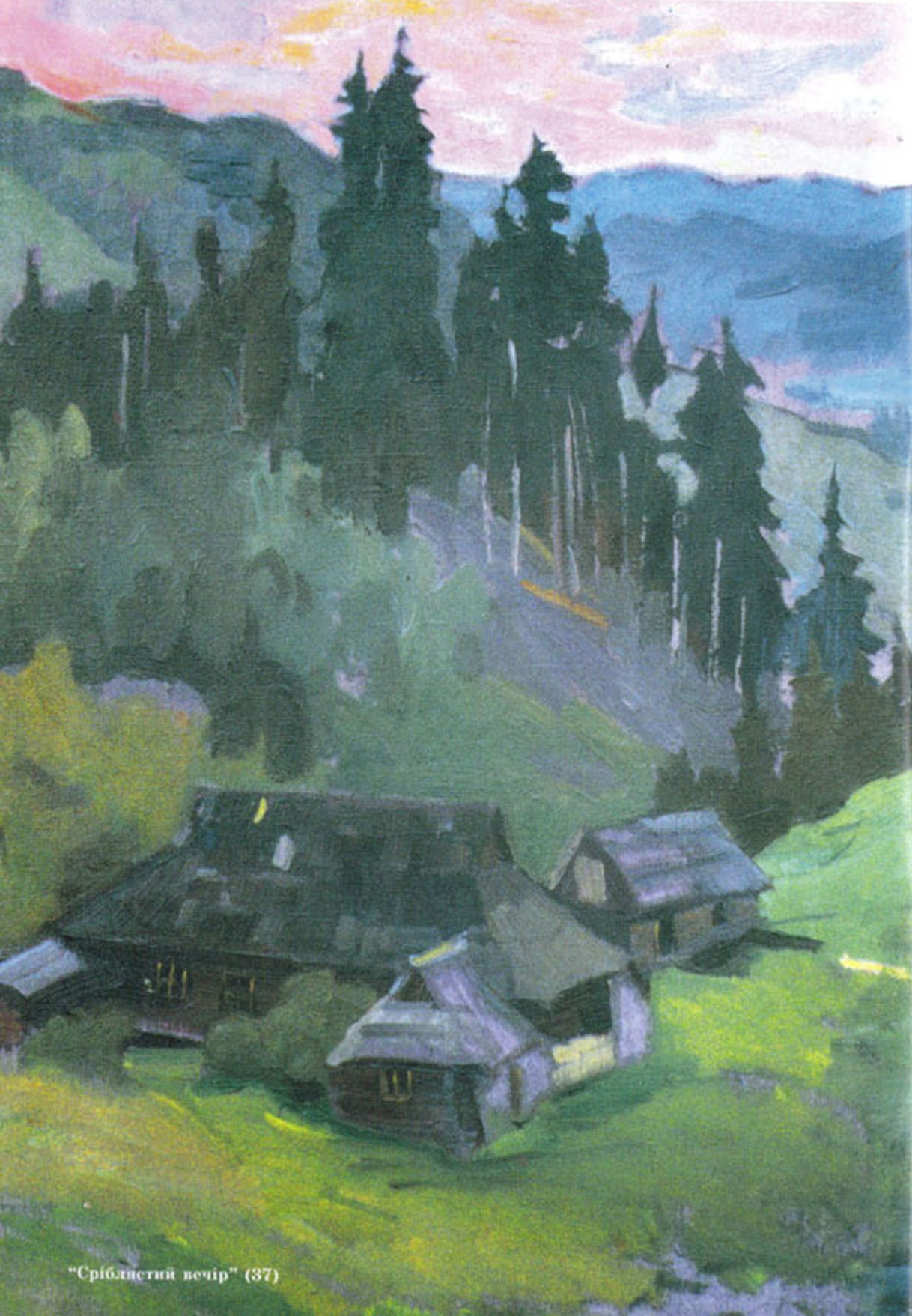
Серебристый вечер (1963, Музей Ивана Гончара)
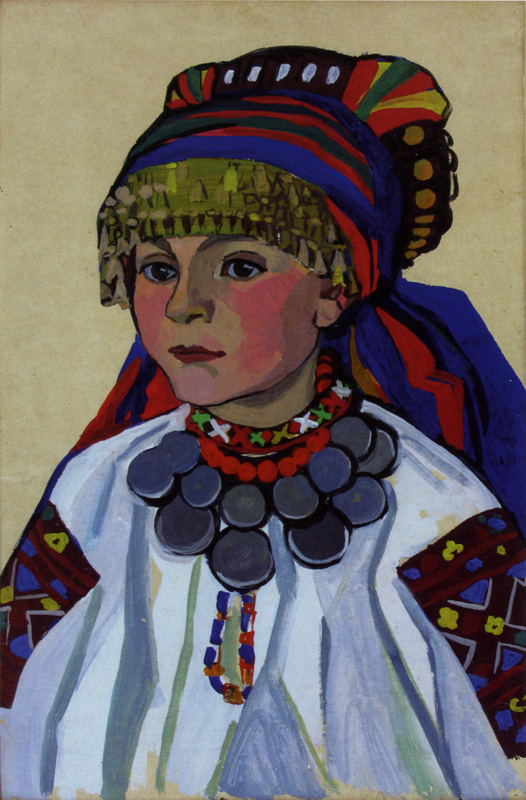
Ганнуся-княгиня.(1962)